# سی‌جیو
سی جیو (به لاتین: Sijiu) یک منطقهٔ مسکونی در جمهوری خلق چین است که در گوانگ‌دونگ واقع شده‌است.
در این منطقه حدود ۵۰ کسب و کار خارجی تأسیس شده است.

## خصوصیات
سی جیو ۲۶۰ کیلومترمربع مساحت و ۴۳٬۰۰۰ نفر جمعیت دارد.